# هربرت ئی. هیچکاک
هربرت ئی. هیچکاک (به انگلیسی: Herbert E. Hitchcock) سناتور سابق عضو حزب دموکرات ایالات متحده آمریکا بود. وی در سال ۱۹۳۶ تا ۱۹۳۸ میلادی سناتور ایالت داکوتای جنوبی در سنای ایالات متحده آمریکا بود.